# Acriano (aviso de rodas)
O aviso de rodas Acriano (AO 1990: Acreano) foi um navio auxiliar da Marinha do Brasil. Fez parte da Flotilha do Amazonas, tendo sido incorporado a esta unidade em 10 de março de 1908, através do Aviso n.º 1135. O nome da embarcação homenageia o estado brasileiro do Acre, que é originário da palavra em kíngua tupi, aquiru, que tem o significado de rio verde. O barco era movimentado por roda propulsora instalada na popa.